# Fermo e Lucia
Il Fermo e Lucia è un romanzo storico, scritto da Alessandro Manzoni tra il 1821 e il 1823, mai pubblicato in vita dall'autore.
Prima redazione del successivo I promessi sposi, al quale Manzoni lavorò per anni prima di approdare alla redazione definitiva del 1840, il Fermo e Lucia è stato a lungo ritenuto un semplice preludio di preparazione al romanzo più celebre. Si tratta in realtà di una versione molto diversa, più lunga e articolata, tanto che oggi si è generalmente inclini a leggerlo come un'opera a sé stante.

## Fase redazionale
L'idea del romanzo risale al 24 aprile 1821, quando Manzoni cominciò la scrittura del Fermo e Lucia, componendo in circa un mese e mezzo i primi due capitoli e la prima stesura dell'Introduzione. Interruppe però il lavoro per dedicarsi all'Adelchi, al progetto (poi accantonato) di un'altra tragedia, Spartaco, e all'ode Il cinque maggio. Dall'aprile del 1822 il Fermo e Lucia fu ripreso con più lena e portato a termine il 17 settembre 1823. Il Manzoni dichiarò, nella lettera all'amico Claude Fauriel del 3 novembre 1821, di aver cominciato una nuova creazione letteraria caratterizzata dalla tendenza al vero storico. L'oggetto della vicenda fu offerto al Manzoni dalla lettura di libri e documenti riguardanti episodi realmente accaduti all'epoca dei fatti raccontati, che sono centrali per lo sviluppo della trama. La seconda redazione del romanzo, con il titolo Gli sposi promessi, è databile tra il 1823 e il 1825.

## Il legame conIl cinque maggioe con l'Adelchi
Per la vicinanza della loro stesura la tragedia, il carme in morte di Napoleone e il romanzo mostrano affinità tematiche molto evidenti, come lo sviluppo della Provvidenza, della vanità delle cose umane rispetto alla grandezza di quelle celesti e la negatività ontologica della realtà, dominata dal binomio oppressi-oppressori: quest'ultima concezione maturata nel soggiorno parigino del 1819-1820, grazie alla conoscenza dello storico Augustin Thierry. Ermengarda, tanto quanto Napoleone e gli umili del romanzo manzoniano sono, seppur nelle loro diversità biografiche ed esistenziali, soggetti alla legge dell'oppressione che regna nella realtà storica dell'umanità:
(Adelchi, atto IV, scena I, coro, vv. 103-108)
La «provida sventura» di Ermengarda, che è stata liberata dal dolore per il ripudio dell'amato Carlo per giungere alla pace celeste, non è dissimile dalla sorte dell'imperatore francese che, attraverso la dura prova dell'esilio e la riflessione sulla vanità delle conquiste militari, è salvato dalla "disperazione" per mezzo della "valida man pietosa" che lo prese e lo portò con sé nei campi eterni.
Il concerto operato dalla Provvidenza nella redenzione degli oppressi dalla negatività della storia regna nell'intera economia del romanzo: le conversioni di fra Cristoforo, del Conte del Sagrato (l'Innominato), della monaca di Monza e lo sviluppo umano di Fermo (Renzo) durante le sue traversie e l'incontro finale con don Rodrigo mostrano come, nei disegni di Dio, i vari protagonisti raggiungano quella purificazione che li innalza al di sopra delle tragiche vicende di cui sono stati ora gli oppressi ora gli oppressori a seconda dei casi.
Lo stesso Augustin Thierry «rappresenta per Manzoni il campione della ricerca documentaria e filologica, in massima parte destinata alla scoperta di quella storia sociale che si prospettava essere un'affascinante novità intellettuale». Tale storia sociale, indagata con il metodo storico-filologico ed espressa nel Discorso sopra alcuni punti della storia longobardica in Italia, vera e propria base storiografica per il dramma dell'Adelchi, trova la massima espressione nel Fermo e Lucia e quindi ne I promessi sposi.

## Originalità e limiti
Il Fermo e Lucia non va considerato come semplice laboratorio di scrittura utile a preparare il terreno al futuro romanzo, bensì come un'opera autonoma, dotata di una propria struttura narrativa del tutto indipendente dalle successive elaborazioni. Rimasto per molto tempo inedito – fu pubblicato soltanto nel 1916, a cura di Giuseppe Lesca, con il titolo Gli sposi promessi –, il Fermo e Lucia viene oggi guardato con grande interesse.
Nei quattro tomi del Fermo e Lucia si ravvisa però un'opera irrisolta innanzitutto a causa delle scelte linguistiche dell'autore che, ancora lontano dalle soluzioni maturate nel corso di tutti gli anni 1820 e 1830 fino alla pubblicazione della seconda e definitiva edizione de I promessi sposi, crea una prosa in cui s'intrecciano e si alternano tracce di lingua letteraria, elementi dialettali, latinismi e prestiti di lingue straniere: nella prima stesura dell'Introduzione Manzoni definì la lingua usata «un composto indigesto di frasi un po' lombarde, un po' toscane, un po' francesi, un po' anche latine».
Oltre all'aspetto linguistico, il Fermo e Lucia differisce profondamente da I promessi sposi per la struttura narrativa più pesante, dovuta alla mancata scorrevolezza dell'intreccio, dominato dai frequenti interventi dell'autore e dai racconti dettagliati delle vicende di alcuni personaggi (quasi «una cooperativa di storie e "biografie"»), specialmente della monaca di Monza.

## La funzione del romanzo
Manzoni, nella sua lettera Sul romanticismo al marchese Cesare Taparelli d'Azeglio del 1823, aveva dichiarato esplicitamente che la funzione della letteratura è di orientare i lettori secondo tre coordinate estetico-paideutiche precise:
(Sul romanticismo, Lettera al marchese Cesare Taparelli d'Azeglio, 22 settembre 1823)
Nel caso del romanzo storico, il fine morale deve passare attraverso un racconto veritiero (o almeno verisimile), in cui, grazie all'infusione della finzione narrativa, si rende attraente e piacevole per il lettore la vicenda narrata. L'obiettivo è quello di elevare moralmente chi legge il romanzo, eliminando qualsiasi parte sconveniente o che possa, in qualche modo, turbare la sensibilità di determinati lettori. Questo proposito risulta dalle stesse parole del Manzoni:
(Fermo e Lucia, tom. II, cap. I, p. 157)
Il romanzo, dunque, deve tendere a scopi, che si rivelino utili alla società: «Concludo che l'amore è necessario a questo mondo: ma ve n'ha, quanto basta, […]. Vi hanno altri sentimenti dei quali il mondo ha bisogno, e che uno scrittore secondo le sue forze può diffondere un po' più negli animi: come sarebbe la commiserazione, l'affetto al prossimo, la dolcezza, l'indulgenza, il sacrificio di se stesso: […]».

## Trama
L'intreccio corrisponde fondamentalmente a quello dei successivi Promessi sposi.
Fermo Spolino e Lucia Zarella sono due giovani in un piccolo villaggio lombardo. Il loro imminente matrimonio viene ostacolato da don Rodrigo, un signorotto locale che ha messo gli occhi su Lucia; il curato, don Abbondio, si rifiuta di celebrare le nozze dopo essere stato minacciato dai bravi di don Rodrigo. Per sfuggire al sopruso, Lucia viene nascosta a Monza, nel convento retto da suor Gertrude, la quale intrattiene una torbida relazione segreta con Egidio, uomo senza scrupoli che aiuterà don Rodrigo a far rapire Lucia. Nel frattempo Fermo è fuggito a Milano, dove assiste ai tumulti popolari dovuti alla carestia. Lucia viene portata al castello del Conte del Sagrato, un potente e temuto bandito che però, colpito dalla fede e dalla purezza di Lucia, ha una profonda crisi morale e decide di cambiar vita, liberando la ragazza. In una Milano devastata dalla peste, Fermo cerca Lucia e finalmente la ritrova nel lazzaretto. Dopo tante peripezie, i due possono ricongiungersi e convolare a giuste nozze.

## Personaggi
- Fermo Spolino:[N 1] versione iniziale di Renzo Tramaglino; figura impulsiva e generosa, al centro delle vicende
- Lucia Zarella:[N 2] versione iniziale di Lucia Mondella; costituisce il fulcro dell'azione, vivendo varie peripezie prima dello scioglimento finale
- Don Abbondio: curato pavido, come nei Promessi Sposi
- Vittoria: domestica di Don Abbondio, è quindi la prima versione di Perpetua
- Fra Galdino: frate cappuccino, di aiuto alla coppia di innamorati; non corrisponde all'omonimo personaggio dei Promessi sposi, bensì a Fra Cristoforo
- Don Rodrigo: signorotto locale; appare abbastanza corrispondente alla sua versione successiva, distinguendosi per un dettaglio: nel primo romanzo Rodrigo appare travolto da un'autentica passione per Lucia, tanto da essere folle di gelosia nei confronti di Fermo. Nei Promessi sposi, invece, è solo incapricciato della fanciulla, e pare concupirla più che altro per vincere la scommessa con il cugino conte Attilio
- il Conte del Sagrato: precursore dell'Innominato; truce bandito la cui storia è raccontata in toni più romanzeschi
- la Monaca di Monza, ossia suor Gertrude: piuttosto corrispondente alla sua versione successiva
- Egidio: amante di Suor Getrude, nella prima versione è ancora più scaltro e crudele. In generale, nel Fermo e Lucia l'autore si dilungava molto di più sulla torbida vicenda dei due, mentre nei Promessi sposi questo materiale è in gran parte tagliato
- cardinale Federigo Borromeo: ha meno rilievo nel Fermo e Lucia, ma anche qui pone le basi per l'azione provvidenziale

## Edizioni
- Alessandro Manzoni, Gli sposi promessi, per la prima volta pubblicati nella loro integrità di sull'autografo da Giuseppe Lesca, Napoli, Francesco Perrella, Società Anonima Editrice, 1916, SBN LO10260119.

### Esplicative
1. 1 2  In Fermo e Lucia, tom. I, cap. I, p. 20 nel margine del manoscritto compare la correzione Fermo Tramaglino, ma per tutto il romanzo continua a essere chiamato Fermo Spolino.
2. 1 2  Così chiamata nel tomo primo (Fermo e Lucia, tom. I, cap. I, p. 20), mentre dal tomo secondo diventa Lucia Mondella.
3. 1 2  «24 Ap.le 1821» e «17 7bre 1823» sono le date apposte rispettivamente all'inizio e alla fine del primo manoscritto autografo anepigrafo del Fermo e Lucia[2].
4. ↑  Titolo non ideato dal Manzoni, ma emerso per la prima volta in una lettera del 3 aprile 1822 di Ermes Visconti a Gaetano Cattaneo: «Non ci manca altro se non che Walter Scott gli traduca il Romanzo di Fermo e Lucia quando l'avrà fatto»[4][5].
5. 1 2  Nell'edizione originale postuma del Fermo e Lucia a cura di Giuseppe Lesca (1916), così come in quelle a cura di Alberto Chiari e Fausto Ghisalberti (1954) e a cura di Barbara Colli, Paola Italia e Giulia Raboni (2006), la stesura dell'Introduzione che contiene le riflessioni linguistiche dello scrittore è considerata la prima, mentre in  Margherita Centenari, «In quel caos di carte»: i manoscritti manzoniani tra filologia e catalogazione (PDF), in Annali manzoniani, ser. 3, vol. 2, 2019,  pp. 69-96, in particolare pp. 86-87, ISSN 2611-3287 (WC · ACNP) è ritenuta la seconda, ovvero una stesura intermedia tra quella riportata come Appendice B in Lesca, pp. 792-798 e quella contenuta nel secondo autografo de Gli sposi promessi[1].
6. ↑  Ad esempio, dagli atti del processo contro Paolo Orgiano, svoltosi nel 1605-1607, che forse Manzoni ebbe modo di leggere, emergono casi analoghi, quali il rapimento di Fiore Bertola, giovane sposa di Vincenzo Galvan, da parte dei bravi del signorotto[9] e il tentativo d'impedire, con minacce al promesso sposo e al curato, il matrimonio tra Lorenzo Veronese e Lorenza Zavoia, protetti da padre Ludovico Oddi[10].
7. ↑  Epistolario, I, lett. 91, pp. 277-317, in particolare p. 306. Tale frase è contenuta nella redazione originaria della missiva, non destinata alla pubblicazione, mentre non fu ripetuta in quella rielaborata e ridotta del 1870.

### Bibliografiche
1. 1 2 3   Alessandro Manzoni, Gli sposi promessi, 1823-1825, Milano, Biblioteca Nazionale Braidense, Manz.B.III-IV.
2. ↑   Alessandro Manzoni, [Fermo e Lucia], 24 aprile 1821-17 settembre 1823, Milano, Biblioteca Nazionale Braidense, Manz.B.II.
3. ↑  Caretti, p. 43.
4. ↑  Carteggio, II, lett. 294, p. 18.
5. ↑  Nigro, 2002, p. XLIII.
6. ↑  Stella, p. 658.
7. ↑  Epistolario, I, lett. 77, pp. 211-223.
8. ↑  Mezzanotte, p. XIV.
9. ↑  Povolo, p. 20.
10. ↑  Povolo, p. 21.
11. ↑  Tellini, 2007, p. 114:
«Questa prospettiva d'una storia senza eroi, sconosciuta agli storici ancien régime […] porta alla ribalta la sorte dei conquistati. Per Manzoni una tale storiografia dei vinti è sussidio prezioso per una conoscenza critica che si addentri nella parte nascosta e recondita degli eventi politici.»
12. ↑   Alessandro Manzoni, Adelchi. Tragedia con un Discorso sur alcuni punti della storia longobardica in Italia, Milano, per Vincenzo Ferrario, 1822,  p. 127, SBN TO0E007876.
13. ↑  Bellini, p. 524
«Forse il vero spazio in cui la Provvidenza fa le sue prove non è se non quello, immenso e turbato, della "vita interiore dell'uomo".»
14. ↑  Il cinque maggio, vv. 85-96.
15. ↑  Momigliano, pp. 203-204.
16. ↑  Sberlati, p. 50.
17. ↑  Sberlati, pp. 50-52.
18. 1 2  Ferroni, 1991, pp. 161-162.
19. ↑  Ghidetti, p. XVIII.
20. ↑  Tellini, 2007, p. 170.
21. ↑  Fermo e Lucia, Introduzione, p. 7.
22. ↑  Nigro, 2002, p. XLV.
23. ↑  Fermo e Lucia, tom. II, cap. I, p. 157.